# Tanjung Tiga (Rantau Bayur)
Tanjung Tiga is een bestuurslaag in het regentschap Banyuasin van de provincie Zuid-Sumatra, Indonesië. Tanjung Tiga telt 1766 inwoners (volkstelling 2010).